# Runyon Rock
Runyon Rock är en kulle i Antarktis. Den ligger i Västantarktis. Inget land gör anspråk på området. Toppen på Runyon Rock är 1 622 meter över havet.
Terrängen runt Runyon Rock är platt åt nordost, men åt sydväst är den kuperad. Trakten är obefolkad. Det finns inga samhällen i närheten.